# Star Trek: Section 31
Ne doit pas être confondu avec Section 31.
Série Star Trek
Star Trek: Discovery
Pour plus de détails, voir Fiche technique et Distribution.
Star Trek: Section 31 est un film américain de science-fiction réalisé par Olatunde Osunsanmi et sorti en 2025.
Il s'agit d'un spin-off de la série Star Trek: Discovery, centré sur Philippa Georgiou, incarnée par Michelle Yeoh, alors qu'elle travaille avec la Section 31, une division secrète de Starfleet chargée de protéger la Fédération des planètes unies. Il est diffusé directement sur Paramount+.

## Synopsis
Philippa Georgiou, ancienne impératrice de l'Empire Terrien, rejoint la Section 31, une division secrète de Starfleet chargée de protéger la Fédération des planètes unies. Elle va devoir faire face aux péchés de son passé.

## Fiche technique
Sauf indication contraire, les informations mentionnées dans cette section peuvent être confirmées par la base de données cinématographiques IMDb,  présente dans la section « Liens externes ».
- Titre original : Star Trek: Section 31
- Réalisation : Olatunde Osunsanmi
- Scénario : Craig Sweeny, d'après l'univers créé par Gene Roddenberry et certains personnages de la série Star Trek: Discovery créée par Bryan Fuller et Alex Kurtzman
- Musique : Jeff Russo
- Décors : Paul Kirby
- Costumes : Gersha Phillips
- Photographie : Glen Keenan
- Montage : Bartholomew Burcham
- Production : Aaron Baiers, Ted Miller, Olatunde Osunsanmi, Frank Siracusa, Craig Sweeny, John Weber et Michelle Yeoh

Producteurs délégués : Heather Kadin, Alex Kurtzman, Rod Roddenberry (en) et Trevor Roth
- Sociétés de production : Secret Hideout, Roddenberry Entertainment et CBS Studios
- Société de distribution : Paramount+
- Budget : N/A
- Pays de production :  États-Unis
- Langue originale : anglais
- Format : couleur
- Genre : science-fiction, aventures
- Durée : 95 minutes
- Date de diffusion[2] : 24 janvier 2025 (sur Paramount+)

## Distribution
- Michelle Yeoh (VF : Ivana Coppola) : Philippa Georgiou
  - Miku Martineau (VF : Zina Khakhoulia) : Philippa Georgiou, jeune
- Omari Hardwick (VF : Julien Meunier) : Alok Sahar
- Sam Richardson (VF : Alex Fondja) : Quasi
- Robert Kazinsky (VF : Yann Sundberg) : Zeph
- Kacey Rohl (VF : Leslie Lipkins) : Rachel Garrett
- Sven Ruygrok (VF : Yoann Sover) : Fuzz / Wisp
- James Hiroyuki Liao (VF : Xavier Béja) : San
- Humberly González (VF : Flora Kaprielian) : Melle
- Joe Pingue (VF : Loïc Guingand) : Dada Noe
- Sonja Smits : Terran Proctor
- Jamie Lee Curtis : le Control (caméo)

 Source et légende : version française (VF) sur RS Doublage

## Production

### Genèse et développement
Durant la production de la saison 1 de Star Trek: Discovery, Michelle Yeoh suggère à Alex Kurtzman de faire une série dérivée (spin-off) sur son personnage Philippa Georgiou. L'actrice avoue aimer ce personnage et veut en faire un modèle de personnage féminin asiatique. Le producteur est enthousiaste à cette idée mais n'est pas sûr sur la viabilité du projet tant que Discovery n'a pas été diffusée. Après que la performance de l'actrice malaisienne a été globalement saluée, les auteurs de Discovery décident de développer l'intrigue autour de la Section 31 pour la saison 2. Cela conduit à de nouvelles discussions sur une potentielle série dérivée. En juin 2018, alors qu'il est désormais le seul show runner de Discovery, Alex Kurtzman a signé un accord global de cinq ans avec CBS Television Studios pour étendre la franchise Star Trek au-delà de Discovery à plusieurs nouvelles séries, mini-séries et séries animées. En novembre 2018, Michelle Yeoh entre alors en négociations pour jouer dans la série dérivée.
La plateforme de streaming CBS All Access confirme le développement de la série en janvier 2019, avec leurs auteurs de Discovery Bo Yeon Kim et Erika Lippoldt comme scénaristes et showrunners. Alex Kurtzman précisent qu'ils ont commencé l'écriture tout en travaillant sur la 2e saison de Discovery. Le tournage de la série doit alors débuter après la fin de celui de la saison 3 de Discovery. En mars 2019, David Stapf — président de CBS Television Studios — révèle que la série sera tournée à Toronto mais pas avant au moins deux ans. Alex Kurtzman évoque alors une diffusion pour 2021/2022.
Alex Kurtzman cite la série Killing Eve ou encore la franchise cinématographique Mission impossible comme influences et explique que Philippa Georgiou sera « une protagoniste totalement peu fiable. En fin de compte, elle fera la bonne chose, mais exactement de la mauvaise manière. » En juillet, Shazad Latif annonce qu'il reprendra son rôle de Discovery, Ash Tyler, dans la série spin-off. Une writers' room est mise en place en novembre 2019. Alex Kurtzman déclare que le scénario du pilote est terminé et qu'il « occupe une zone de l'univers Star Trek qui n'a jamais vraiment été explorée géographiquement. Il a une nouvelle mythologie. » Il le compare également au film Impitoyable (1992) de Clint Eastwood
.
Fin janvier 2020, il est annoncé que le tournage devrait se dérouler en mai et novembre 2020, dans les nouveaux studios CBS Stages Canada à Mississauga,. En février 2020, il est annoncé que la série comportera finalement deux saisons tournées en simultanée. Alors que les prises de vues de la 3e saison de Discovery viennent de s'achever, le tournage de la série sur Philippa Georgiou est repoussé en raison des engagements de Michelle Yeoh sur Shang-Chi et la Légende des Dix Anneaux (2021),. Les plans de tournage seront ensuite totalement bouleversés par la pandémie de Covid-19,,.
En août 2020, Kim et Lippoldt travaillent avec le scénariste Craig Sweeny (en) pour redévelopper le projet. Alex Kurtzman déclare que les scénaristes ont pu « prendre beaucoup d'avance dans les scripts » en raison des retards de production. Un mois plus tard, Jonathan Frakes déclare que Bo Yeon Kim et Erika Lippoldt sont optimistes quant à la réalisation de la série malgré le développement d'une autre série dérivée de Discovery, Star Trek: Strange New Worlds. Jonathan Frakes avait demandé à réaliser l'épisode pilote de Section 31, mais a déclaré qu'une réalisatrice serait probablement embauchée puisque la série était avant tout une « histoire de femme. » En mars 2021, ViacomCBS annonce que CBS All Access va devenir Paramount+.
Dans la troisième saison de Discovery, Philippa Georgiou est la vedette du double épisode Terra Firma, diffusé en décembre 2020 et écrit par Bo Yeon Kim et Erika Lippoldt. Michelle Yeoh déclare peu après qu'elle espère pouvoir à nouveau reprendre le rôle dans le spin-off. En février 2021, Alex Kurtzman déclare que des négociations ont toujours lieu sur la tenue du projet. Il se dit optimiste et ajoute que des scripts sont déjà écrits. Cependant, il déclare qu'il est peu probable que le spin-off se concrétise jusqu'à ce que l'une des cinq séries existantes prenne fin. En février 2022, il confirme que le projet est encore en développement et que la série devrait sortir d'ici deux ou trois ans. En mai 2022, Alex Kurtzman révèle que son équipe et lui se concentrent sur les projets Section 31 et Star Trek: Starfleet Academy qui seront les prochaines séries Star Trek. Aucune autre annonce n'est faite jusqu'en janvier 2023, lorsque la responsable de la programmation de Paramount Streaming, Tanya Giles, a déclaré que le spin-off sur la Section 31 est toujours en développement.
En mars 2023, après avoir révélé que Discovery s'achèvera avec sa 5e saison, Alex Kurtzman exprime son intérêt pour la réalisation de séries et de films télévisés plus limités pour la franchise Star Trek plutôt que des séries télévisées traditionnelles. Il répète alors que le projet est encore en développement. Un mois plus tard, Paramount+ annonce que Star Trek: Section 31 sera un « event film » plutôt qu'une série. Michelle Yeoh est confirmée pour reprendre son rôle dans ce film, écrit par Craig Sweeny et réalisé par Olatunde Osunsanmi. Cette nouvelle version du projet est présentée comme un mélange entre Mission impossible et Les Gardiens de la Galaxie. Alex Kurtzman pensait à cette idée d'un film depuis courant 2022, après avoir réalisé que Michelle Yeoh pourrait gagner l'Oscar de la meilleure actrice pour le film Everything Everywhere All at Once (2022) et qu'elle serait ensuite très occupée. Lui et d'autres dirigeants étaient déjà intéressés à étendre la franchise à des projets plus événementiels et craignaient que la franchise contiennent alors trop de séries télévisées.

### Attribution des rôles
En mai 2023, Shazad Latif a déclaré qu'il n'avait pas entendu dire s'il serait impliqué dans le film mais a exprimé son intérêt à reprendre son rôle. En janvier 2024, la présence de Omari Hardwick, Kacey Rohl, Sam Richardson, Sven Ruygrok, Robert Kazinsky, Humberly Gonzalez ou encore James Hiroyuki Liao est confirmée. Kacey Rohl est annoncée dans le rôle de Rachel Garrett, jadis incarnée par Tricia O'Neil (en) dans un épisode de Star Trek : La Nouvelle Génération où elle était capitaine de l'USS Enterprise-C.
En mars 2024, il est révélé que Joe Pingue, Miku Martineau ou encore Augusto Bitter font également partie de la distribution
.

### Tournage
Le tournage devait débuter courant 2023, avant d'être repoussé en raison de la grève de la Writers Guild of America puis celle de la SAG-AFTRA
. Les prises de vues débutent finalement dans les Pinewood Toronto Studios au Canada, le 19 janvier 2024,, là même où la série Discovery a été tournée. Certains décors et plateaux sont ainsi réutilisés. Le tournage de Section 31 se déroule en même temps que celui de la 3e saison de Star Trek: Strange New Worlds, tournée elle aux studios CBS Stages Canada. Les deux productions la même technologie pour les effets spéciaux. Il s'agit de murs écrans vidéo de la société Pixomondo (en) . La fin des prises de vues a lieu le 21 mars 2024,.

## Diffusion et accueil
Star Trek: Section 31 est diffusé sur Paramount+ en janvier 2025.